# Suursaari (ö i Södra Savolax, S:t Michel, lat 61,44, long 28,36)
Suursaari är en ö i Finland. Den ligger i sjön Kylliönjärvi och i kommunen Puumala i den ekonomiska regionen  S:t Michel och landskapet Södra Savolax, i den södra delen av landet, 230 km nordost om huvudstaden Helsingfors. Öns area är 13,8 hektar och dess största längd är 0,5 kilometer i sydöst-nordvästlig riktning.